# فاشي سيشيلياني
الرابطة الصقلية أو فاشي سيشيلياني (بالإيطالية:  Fasci Siciliani)‏ وهي اختصار (رابطة العمال الصقليين) (بالإيطالية: Fasci Siciliani dei Lavoratori)‏. كانت حركة شعبية تلهمها الديمقراطية والاشتراكية. نشأت في جزيرة صقلية في السنوات ما بين 1889 و 1894. حصل الفاشي على دعم الطبقات الأكثر فقرا والأكثر إستغلالا في الجزيرة من خلال توجيه إحباطهم وسخطهم إلى برنامج متماسك قائم على تأسيس حقوق جديدة. تتكون الحركة من خليط من المشاعر التقليدية والدينية والوعي الاشتراكي، ووصلت إلى ذروتها في صيف عام 1893، عندما تم تقديم شروط جديدة لملاك الأراضي وأصحاب المناجم في صقلية فيما يتعلق بتجديد عقود المزارعة والإيجار.
عند رفض هذه الشروط، كان هناك انفجار من الإضرابات التي انتشرت بسرعة في جميع أنحاء الجزيرة، وتميزت بنزاع اجتماعي عنيف، كاد يرتفع إلى درجة الانتفاضة. قادة الحركة لم يتمكنوا من الحفاظ على الوضع من الخروج عن السيطرة. طلب أصحاب الأرض ومالكو الأراضي من الحكومة التدخل، وأعلن رئيس الوزراء فرانشيسكو كريسبي حالة الطوارئ في يناير 1894، وحل المنظمات، واعتقال قادتها واستعادة النظام من خلال استخدام القوة القصوى. وتبع ذلك بعض الإصلاحات، بما في ذلك خطط تعويض العمال ومعاشاتهم. كما أدى قمع الإضرابات إلى زيادة الهجرة.

## مميزات
كانت حركة الفاشي مكونة من اتحاد من العشرات من الجمعيات التي تطورت بين عمال المزارع، والمزارعين المستأجرين، والمزارعين الصغار، وكذلك الحرفيين والمثقفين والعمال الصناعيين. وكانت المطالب الفورية للحركة هي الإيجارات العادلة للأراضي، وارتفاع الأجور، وانخفاض الضرائب المحلية وتوزيع الأراضي المشتركة المختلسة. بين 1889 و 1893 تم تأسيس حوالي 170 فاشي في صقلية. وبحسب بعض المصادر، فإن الحركة وصلت إلى أكثر من 300 ألف عضو بنهاية عام 1893.